# Radioastronomi

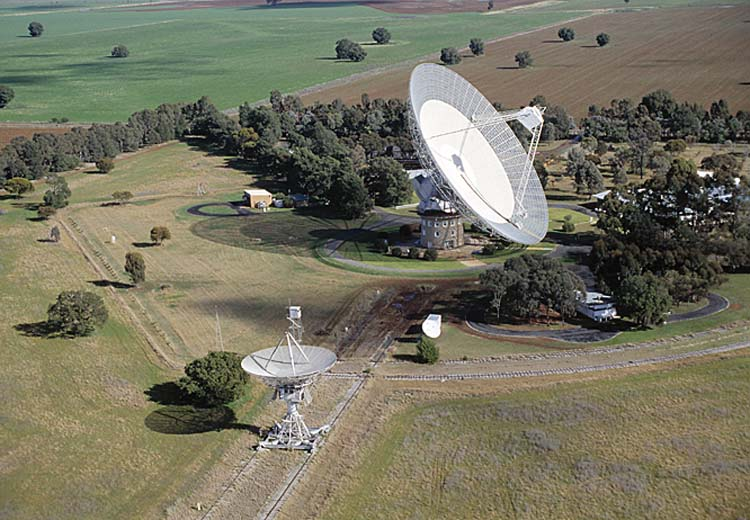
Radioteleskopet vid Parkes Observatory i Australien.

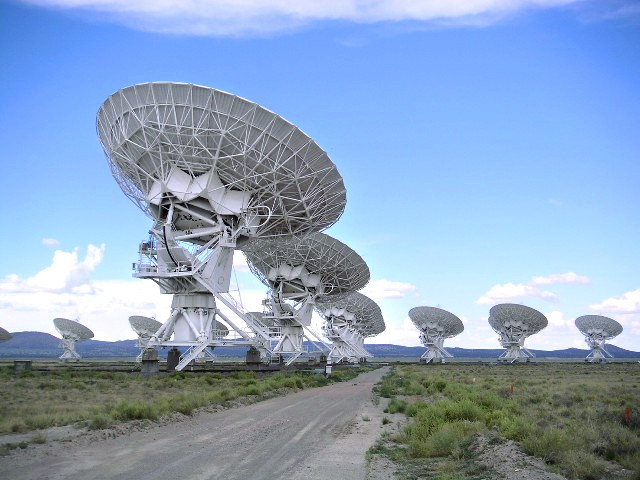
Det finns 27 radioteleskop i Very Large Array.

Radioastronomi är den del av astronomin som studerar radiovågor som kommer till jorden från processer i universum. 
Ett av de mest berömda exemplen på radioastronomi är upptäckten av den kosmiska bakgrundsstrålningen som kommer från alla riktningar i Universum, en observation som gav stöd för teorin om Big Bang. 
Radioastronomin är inte begränsad till studier av naturliga signalkällor i universum; man har också mätt avståndet till månen och Venus med användning av radioobservatorier och radarteknik. Genom dopplereffekten kan man mäta himlakroppars hastighet i radiell riktning, det vill säga ta reda på hur snabbt de rör sig mot Jorden eller rakt bort från den. 
Radiovågor har mycket längre våglängd än de ljusvågor som den vanliga, optiska, astronomin studerar och eftersom den undre gränsen för storleken på det man kan observera växer med våglängden, kan radioastronomin inte studera så små detaljer som den optiska astronomin kan, trots att radioobservatoriernas antenner är flera gånger så stora som speglarna i optiska teleskop. 

## Historik
I början på 1930-talet upptäckte amerikanen Karl Guthe Jansky att vissa radiosignaler av okänt ursprung upprepade sig med exakt ett stjärndygns mellanrum. De visade sig senare härröra från Vintergatan. Det var emellertid först efter andra världskriget som radioastronomin på allvar började utvecklas och ge viktiga bidrag till den astronomiska forskningen.
Radioastronomiska observatorier började då uppföras på åtskilliga platser på jorden och en systematisk genomsökning av himlen med avseende på radiostrålning sattes igång, varvid ständigt nya, värdefulla och förbluffande erfarenheter gjordes. Till de viktigaste hör upptäckten av radiostrålningen från den neutrala interstellära vätgasen (21-centimeter-strålningen), vilken sedan möjliggjorde en ytterst detaljerad kartläggning av hela Vintergatan.